# Lance Parrish
Lance Michael Parrish, apelidado de "Big Wheel" (nascido em 15 de junho de 1956), é um ex-jogador profissional de beisebol americano e atualmente treinador do West Michigan Whitecaps. Jogou na Major League Baseball como catcher pelo Detroit Tigers (1977–1986), Philadelphia Phillies (1987–1988), California Angels (1989–1992), Seattle Mariners (1992), Cleveland Indians (1993), Pittsburgh Pirates (1994) e Toronto Blue Jays (1995). É considerado como um dos melhores  catchers dos anos 1980, tanto na parte defensiva como ofensiva.